# Mont Sutton
 (février 2017).

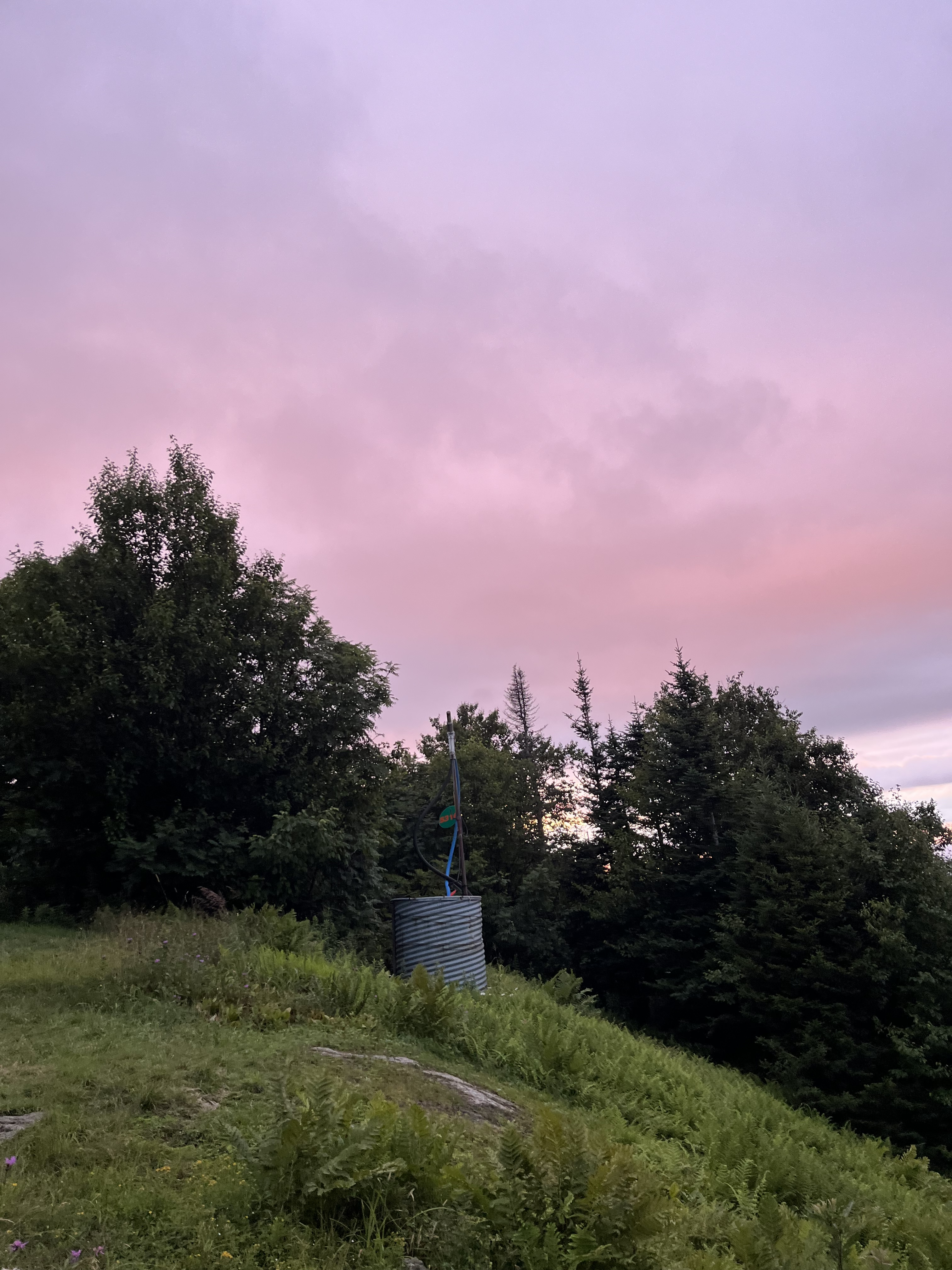
Coucher de soleil rose.

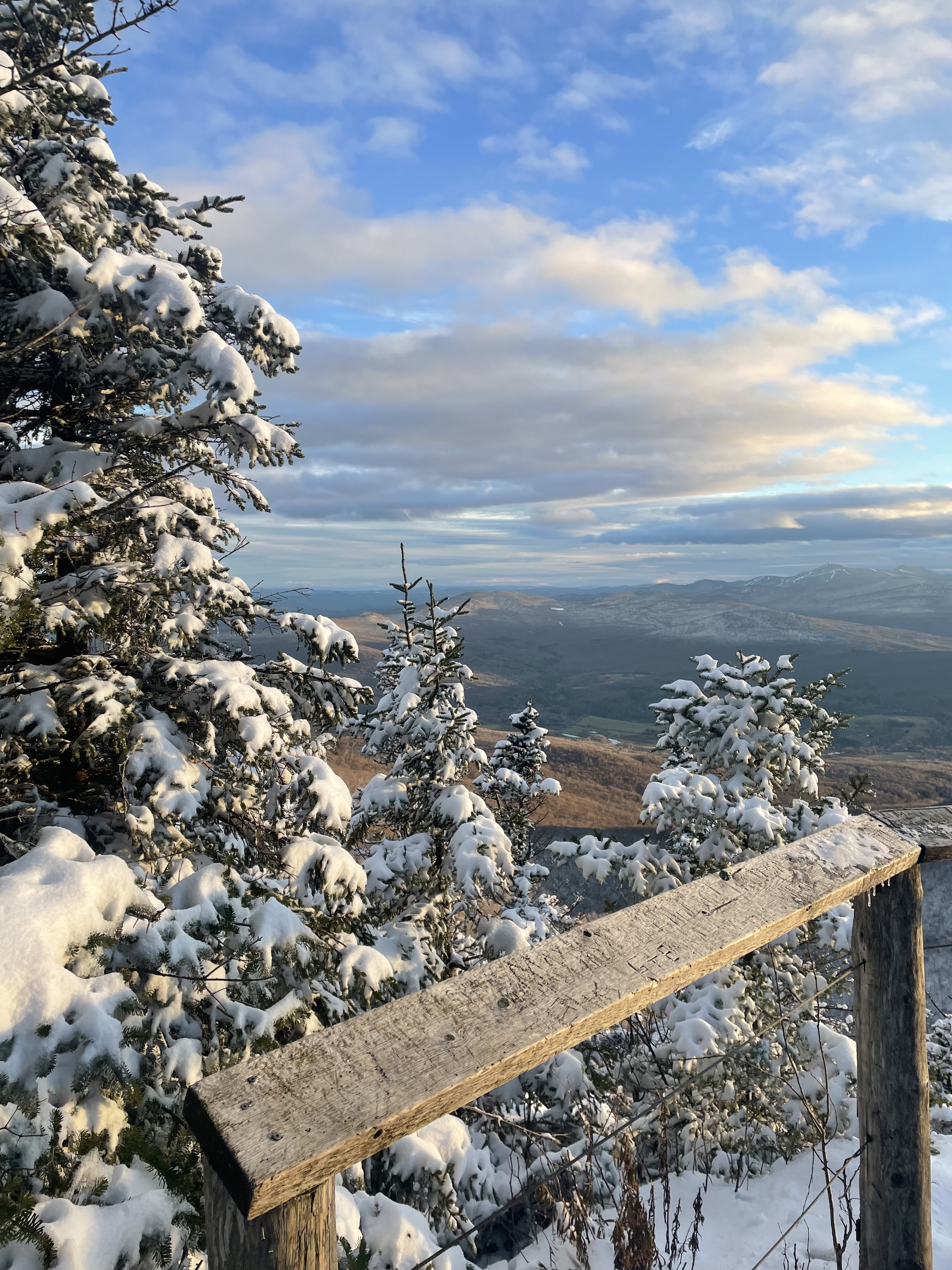

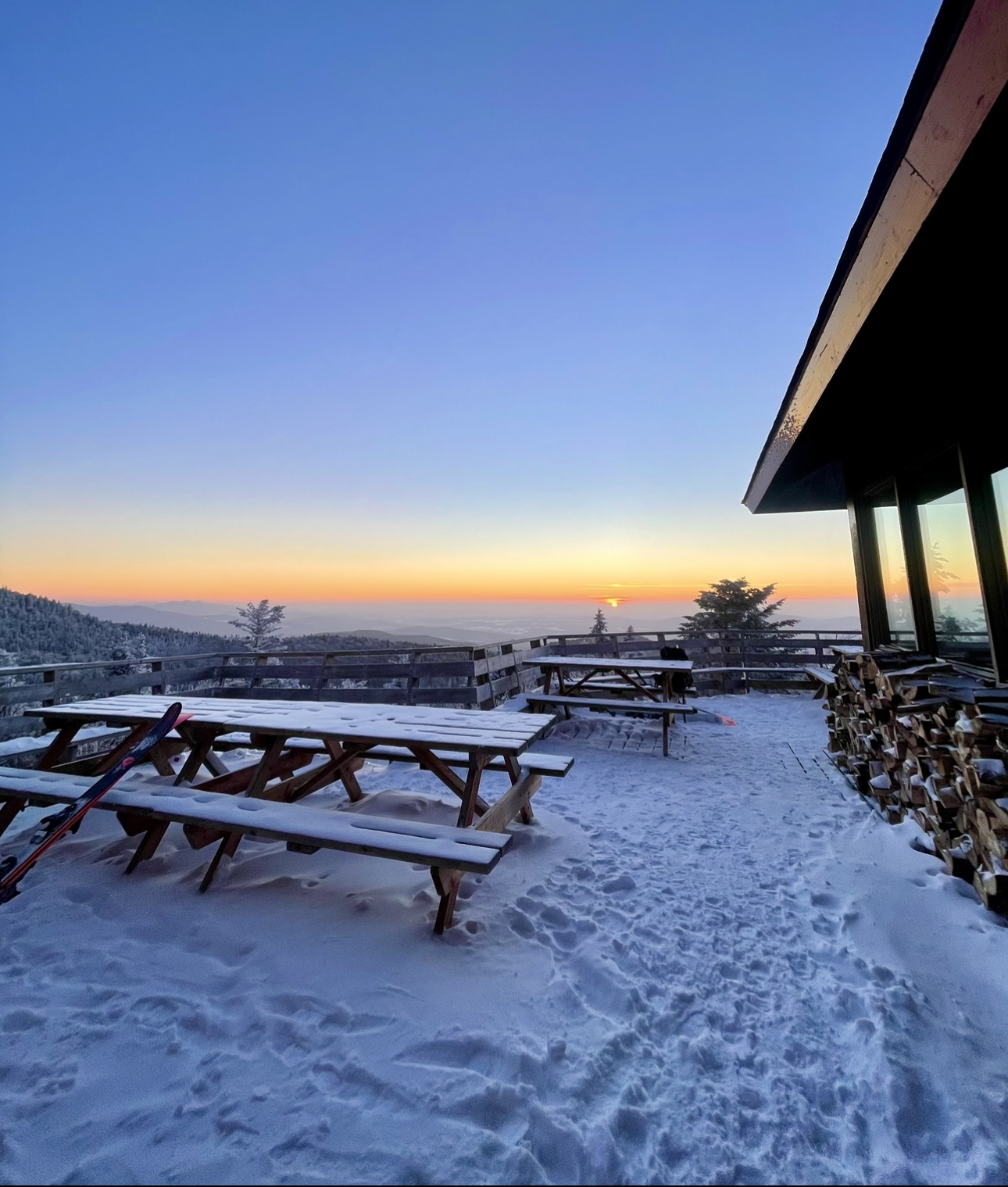

Le Mont Sutton est une station de ski du Québec au Canada, dans la région administrative de l'Estrie et touristique des Cantons-de-l'Est.

## Histoire

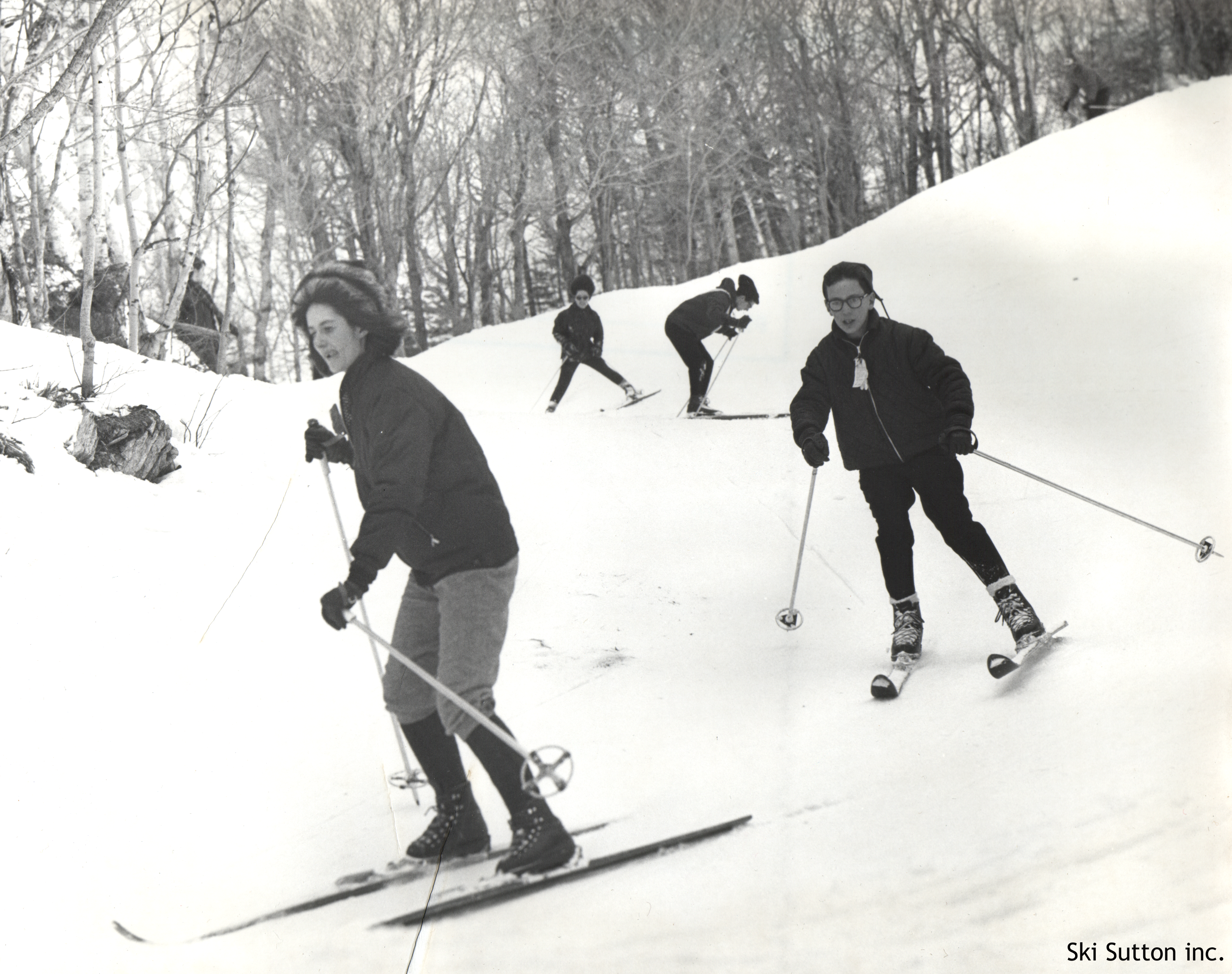
Skieurs en 1960.

En 1960, la famille Boulanger, propriétaire du terrain à l'époque, ouvre la station de ski du Mont Sutton. C'est Réal Boulanger qui a tracé les premiers sentiers dans les bois de la montagne. La famille Boulanger a exploité la station de ski pendant plusieurs années, jusqu'en mars 2016.
La montagne a ensuite été achetée par un groupe d'investisseurs locaux, avec à sa tête Jean-Michel Ryan, président-directeur général,. La même année, une partie des terres de la station a été transférée à Conservation de la nature Canada.

## Géographie
Le Mont Sutton est situé dans l'extrême sud du Québec, dans le sud-est de la région administrative de la Montérégie et à l'ouest de la région touristique des Cantons-de-l'Est. Il est à moins de 10 kilomètres au nord de la frontière Canado-Américaine, environ 5 kilomètres à l'est du village de Sutton. Il est accessible par la route 139 de la grande région de Montréal et par la route 215 de Sherbrooke. La rue Maple assure le lien entre le village et la montagne.
La station de ski est située sur le flanc nord-ouest du Sommet Rond, le plus haut point de la chaîne des Monts Sutton dans les Appalaches. Le Sommet Rond a une altitude de plus de 960 mètres, alors que l'altitude maximale du réseau skiable est de 860 mètres et sa dénivellation 460 mètres.

## Galerie

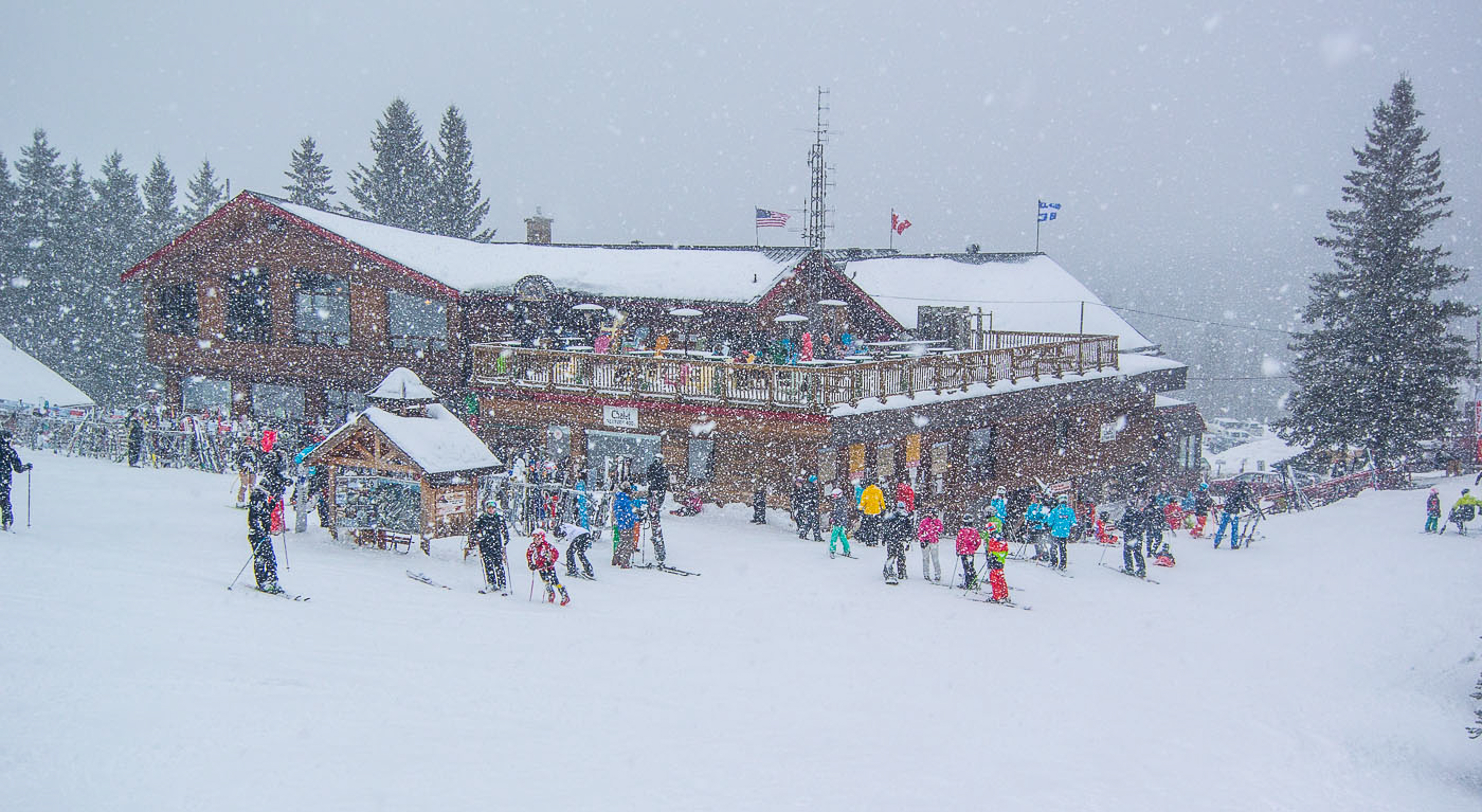
Le chalet.
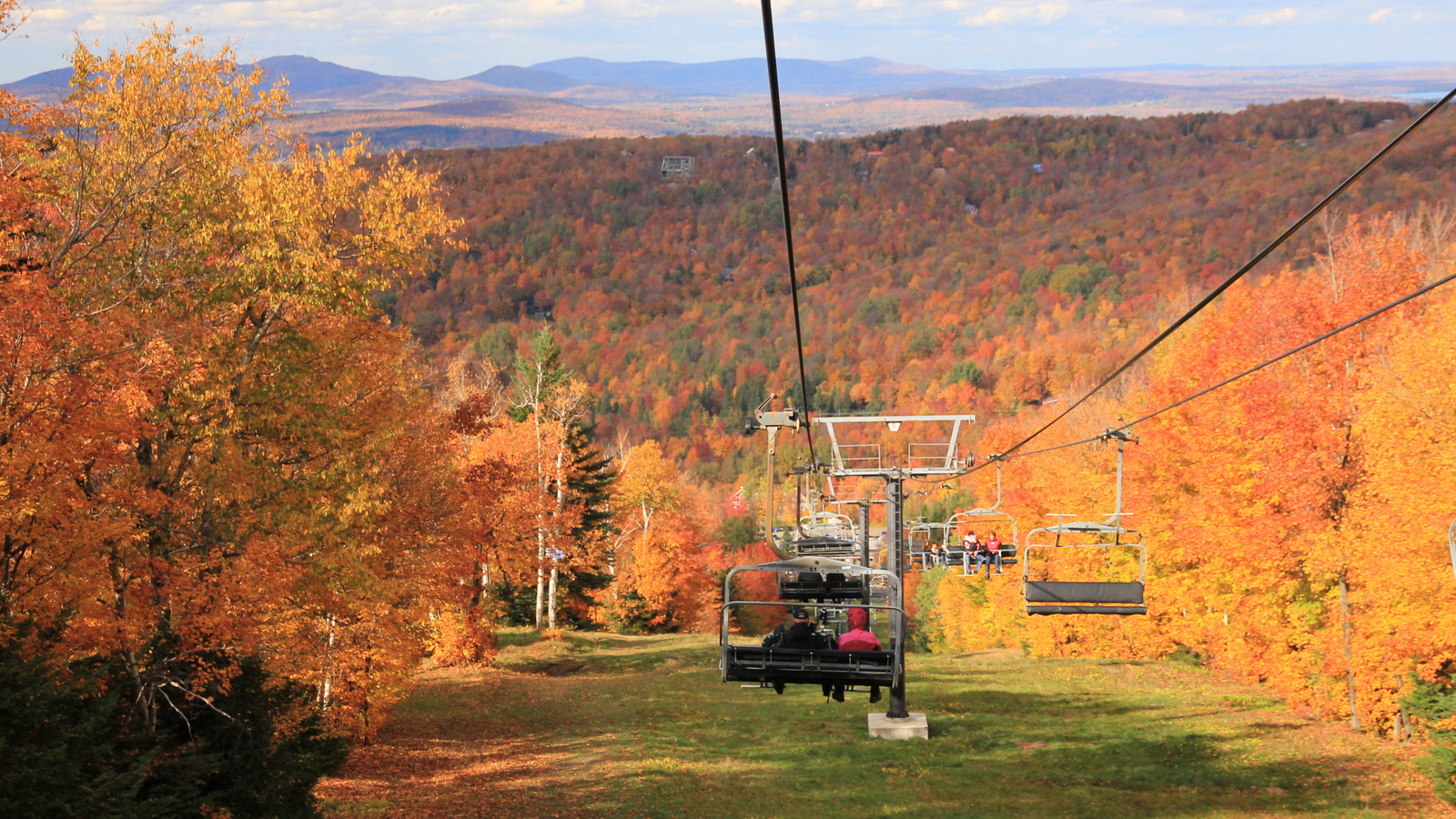
Balade en télésiège.
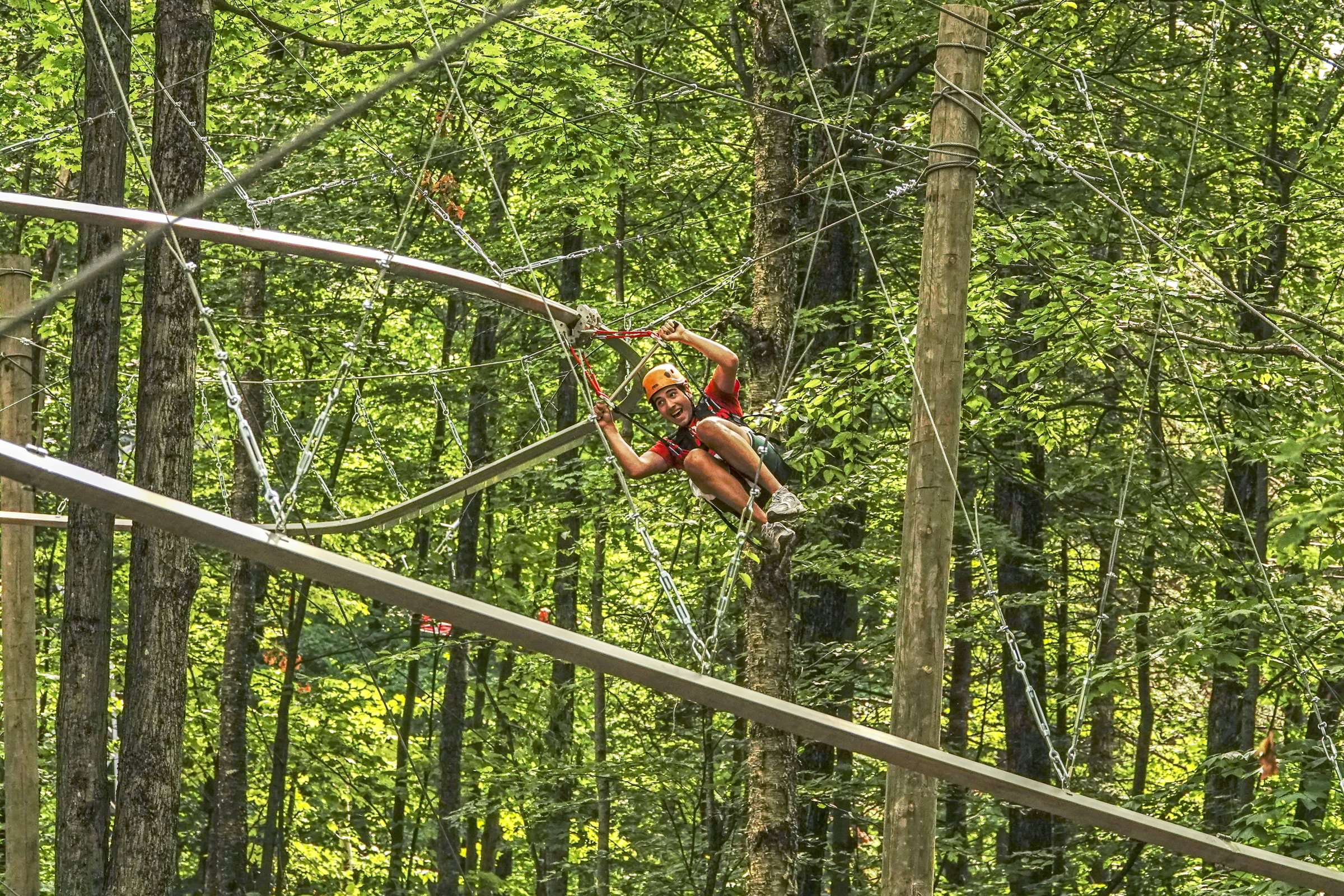
Tyrolienne à virages.
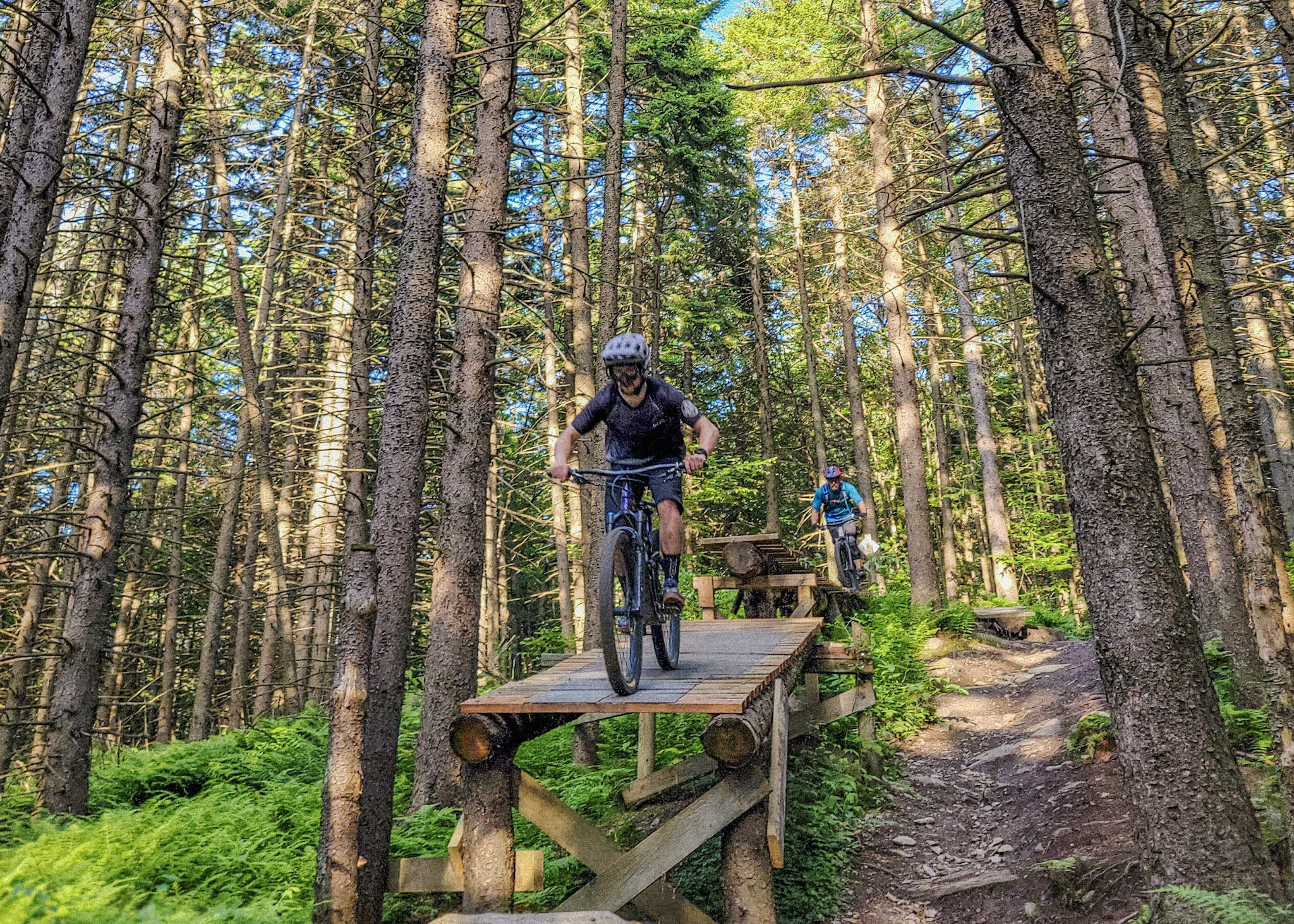
Vélo de montagne.
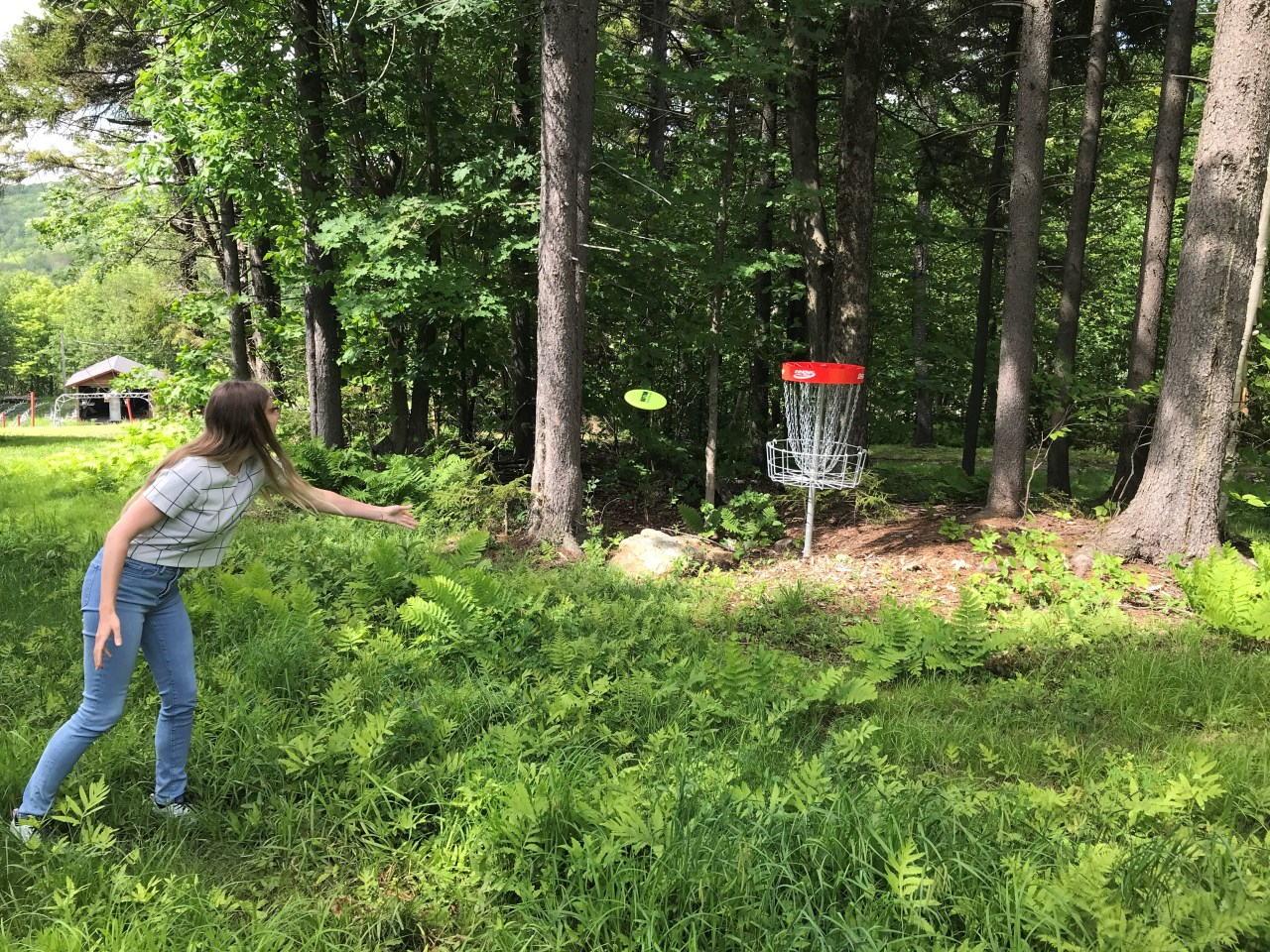
Disque-golf.
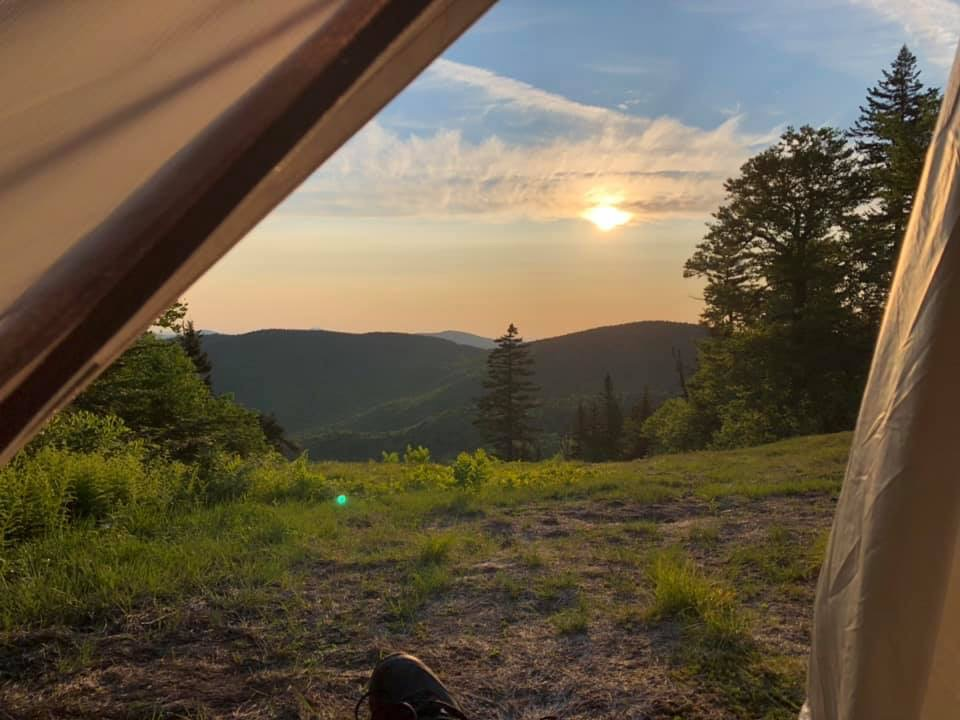
Camping au sommet.